# جي. ك. بويس
جي. ك. بويس (بالإنجليزية: G.K. Bowes)‏ هي ممثلة أمريكية، ولدت في 12 ديسمبر 1986 في تاهيتي في فرنسا.

## وصلات خارجية
- الموقع الرسمي
- جي. ك. بويس على موقع IMDb (الإنجليزية)
- جي. ك. بويس على موقع قاعدة بيانات الفيلم (الإنجليزية)
- جي. ك. بويس على موقع ANN person (الإنجليزية)